# هانری باروک
هانری باروک (به فرانسوی: Henri Baruk) ‏ (۱۵ اگوست ۱۸۹۷، سنت آوه، موربیان - ۱۴ ژوئن ۱۹۹۹، سنت موریس، ول-دو-مرن)، روانپزشک و روانشناس فرانسوی است.

او از مخالفین روشهای درمانی فروید بود و از روانپزشکی اخلاقی یعنی آنچه به ارزشهای مذهبی و اخلاقی اشاره دارد دفاع می‌کرد.
عبدالحسین میرسپاسی به مدت ۲ سال در بیمارستان روانی شارانتون (به فرانسوی: Charenton) به عنوان دستیار رسمی پروفسور هانری باروک مشغول فعالیت بوده‌است.

## زندگی‌نامه
هانری دوران کودکی خود را در انستیتو روانپزشکی لس‌وی‌لک (به فرانسوی: Hôpital psychiatrique de Lesvellec) گذراند، جایی که پدرش ژاک باروک به عنوان روانپزشک در آن کار می‌کرد و مانند سایر پزشکان، در آپارتمان‌های سازمانی واقع در انستیتو زندگی می‌کرد. او پس از اتمام تحصیلات مقدماتی به تحصیل در رشته پزشکی مشغول شد. در طول جنگ جهانی اول، در سال ۱۹۱۷ به عنوان پزشک کمکی به هنگ دوازدهم نیروی پیاده‌نظام اعزام شد و موفق به دریافت نشان صلیب جنگ (به فرانسوی: Croix de guerre) گردید.

در سال ۱۹۲۱ دوره‌های کارورزی و بالینی خود را تحت نظر هانری کلود در بیمارستان سنت آن گذراند و سپس در سال ۱۹۲۶ موضوع پایان‌نامه‌اش را به اختلالات روانی در تومورهای مغزی اختصاص داد. در سال ۱۹۳۲ باروک مدیریت انستیتو ملی سنت موریس را به عهده گرفت که تا زمان بازنشستگی‌اش در سال ۱۹۶۸ عهده‌دار این سمت بود. او پس نائل آمدن به مقام دانشیاری در سال ۱۹۴۶ و سپس استادی مدرسه عملی پژوهش‌های عالی، در سال ۱۹۶۱ به مدیریت آزمایشگاه روانپزشکی تجربی و مرکز روانپزشکی اجتماعی منصوب شد. از دیگر مسئولیت‌های او می‌توان به ریاست انجمن پزشکی - روانپزشکی، ریاست انجمن پزشکی عبری و همچنین تأسیس انجمن مورو دو تور (به فرانسوی: Moreau de Tours Society) اشاره نمود. او پس از رسیدن به مقام استادی دانشکده پرشکی پاریس در سال ۱۹۶۵ به عضویت آکادمی علوم پزشکی درآمد.

پروفسور هانری باروک در ۱۴ ژوئن ۱۹۹۹، در سن ۱۰۲ سالگی در سنت موریس، ول-دو-مرن درگذشت. او در نخستین قسمت گورستان پرایسی باگنیکس (به فرانسوی: cimetière parisien de Bagneux) به خاک سپرده شده‌است.

هانری باروک اغلب در نظراتش به استادش پروفسور ژوزف بابینسکی (به فرانسوی: Joseph Babinski) استناد می‌کرد. او همچنان شاگرد پروفسور آشیل سوکه (به فرانسوی: Achille Souques) بوده‌است. از جمله شاگردانش می‌توان به هانری الن‌برگر (به انگلیسی: Henri Ellenberger) اشاره کرد. همچنین دکتر عبدالحسین میرسپاسی به مدت ۲ سال در بیمارستان روانی شارانتون (به فرانسوی: Charenton) به عنوان دستیار رسمی پروفسور هانری باروک مشغول فعالیت بوده‌است.

## نظریات و دیدگاه‌ها
باروک به توسعه و پیشرفت داروهای فعال‌کننده روان علاقه‌مند بود و از روانپزشکی اخلاقی یعنی آنچه به ارزشهای مذهبی و اخلاقی اشاره دارد دفاع می‌کرد. این موضوع او را به مخالفت با روانکاوی سوق می‌داد. باروک همچنین از مخالفان سرسخت جراحی روانی به‌شمار می‌رفت.

او با شوک درمانی، افراط در تجویز داروهای فعال‌کننده روان مانند داروهای ضد افسردگی و ضد روانپریشی و نیز اقدامات حفاظتی برای افراد ناتوان و دچار اختلال بزرگسال که به نظرش غیرقابل تحمل و کودکانه می‌آمد مخالف بود. وی تعداد زیادی کتاب، مقاله، و رساله‌های روانپزشکی و تاریخ پزشکی را به رشته تحریر درآورده است که بسیاری از آنها به زبان فارسی ترجمه شده‌اند.

## برخی از کتاب‌های ترجمه شده به فارسی
- ب‍خ‍ش اول از ک‍ت‍اب روان‍پ‍زش‍ک‍ی ب‍ال‍ی‍ن‍ی، ت‍رج‍م‍ه ح‍س‍ی‍ن رض‍اع‍ی و ای‍رج ارگ‍ان‍ی، شرک‍ت س‍ه‍ام‍ی چ‍ه‍ر
- وضع کنونی معارف بشری: ب‍ی‍م‍اری‍ه‍ای روح‍ی و ع‍ص‍ب‍ی، ت‍رج‍م‍ه م‍ه‍ران‍گ‍ی‍ز م‍ن‍وچ‍ه‍ری‍ان، شرکت انتشارات ع‍ل‍م‍ی، ۱۳۳۹
- روان‍پ‍زش‍ک‍ی اج‍ت‍م‍اع‍ی، ت‍رج‍م‍ه آزاد و ح‍واش‍ی از ع‍ب‍دال‍ح‍س‍ی‍ن م‍ی‍رس‍پ‍اس‍ی، چاپخانه سپهر، ۱۳۴۳
- روان‍ش‍ن‍اس‍ی ب‍ی‍م‍اری‍ه‍ای روان‍ی: ت‍وص‍ی‍ف روان و روان‍ش‍ن‍اس‍ی، ت‍رج‍م‍ه عنایت‌الله ش‍ک‍ی‍ب‍اپ‍ور، انتشارات س‍ع‍ی‍دی، ۱۳۶۲[۳]

## نشان‌ها
- نشان شوالیه لژیون دونور
- مدال صلیب جنگ ۱۹۱۴–۱۹۱۸